# Jan van den Heuvel (facteur d'orgues)
Jan Leendert van den Heuvel, né le 5 novembre 1946 à Dordrecht, est un facteur d'orgues néerlandais. Il est connu notamment pour avoir réalisé les plus grandes orgues de France, à l'église Saint-Eustache de Paris.

## Carrière
Dès son plus jeune âge, il a une affinité pour la musique d'orgue symphonique. À seize ans, il commence à travailler chez Dirk Andries Flentrop, facteur d'orgues à Zaandam. Il se met ensuite à son compte et utilise au début l'atelier de peinture de son père. Il construit à l'âge de 20 ans son premier orgue de 32 jeux pour l'église réformée de Ridderkerk. Le succès et la renommée de cet instrument lui amène la commande d'un deuxième orgue à trois manuels avec un buffet richement orné. Pour cette réalisation, une extension de l'atelier s'avère nécessaire. 
Van den Heuvel accorde beaucoup d'attention au timbre de ses tuyaux. Il reçoit dès lors de nombreuses commandes, tant pour la construction d'instruments neufs que pour la restauration d'anciens. En 1975, il construit un orgue avec 33 jeux pour l'église Saint Lambert de Strijen. Il reçoit également la commande de deux autres orgues dans cette ville. Son atelier est devenu une entreprise que rejoint son frère Peter A. van den Heuvel en 1975. Jan le forme et un an plus tard, Peter construit son premier orgue.
Jan et Peter étaient fascinés par la facture d'orgue du XIXe siècle. Ils rencontrent les organistes français Michelle Leclerc et Daniel Roth et décident d'analyser et d'étudier les instruments du facteur d'orgues français Aristide Cavaillé-Coll, comme ceux de Saint-Sulpice, Notre-Dame et du Sacré-Cœur à Paris, mais aussi de plus modestes. Leurs recherches se poursuivent dans les ateliers avec une étude des formants sonores et des techniques de construction.
Une réalisation remarquable est l'orgue de la Nieuwe Kerk de Katwijk aan Zee, avec ses quatre manuels, 80 jeux et 5 168 tuyaux . Il est inauguré en 1983 par Daniel Roth. 
Et en 1985, c'est van den Heuvel qui est chargé par la Ville de Paris de construire l'orgue de l'église Saint-Eustache (intégré dans son buffet d'origine du XIXe siècle). C'est le plus grand orgue de France avec ses 8000 tuyaux répartis sur 5 claviers, 101 jeux (sur 147 rangs), dont trois jeux d'anches de 32 pieds, cas unique en France. Il est inauguré en 1989.

## Réalisations (sélection)
| Église                      | Nombre de jeux & claviers | Nombre de tuyaux | Année     | Ville                    | Pays       | Remarques                                             |
| --------------------------- | ------------------------- | ---------------- | --------- | ------------------------ | ---------- | ----------------------------------------------------- |
| Singelkerk,                 | 32 IIIP                   | 2200             | 1970      | Ridderkerk               | Pays-Bas   | Premier instrument construit par Jan Van den Heuvel   |
| Sint-Lambertuskerk          | 33 IIP                    | -                | 1975      | Strijen                  | Pays-Bas   |                                                       |
| Bethelkerk                  | 34 IIP                    | -                | 1980      | Ridderkerk               | Pays-Bas   | Premier instrument construit par Peter Van den Heuvel |
| Oud Gereformeerde Gemeenten | 21 IIP                    | -                | 1981      | Hendrik-Ido-Ambacht      | Pays-Bas   |                                                       |
| Nieuwe Kerk (Katwijk)       | 80 IVP                    | 5168             | 1983      | Katwijk aan Zee          | Pays-Bas   | Deuxième plus grand orgue des Pays-Bas                |
| Gereformeerde Gemeente      | 42 IIIP                   | -                | 1984      | Yerseke                  | Pays-Bas   |                                                       |
| Martinikerk                 | 8 IP                      | -                | 1986      | Sneek                    | Pays-Bas   |                                                       |
| Gereformeerde Gemeente      | 10 IIP                    | -                | 1986      | Ouddorp                  | Pays-Bas   |                                                       |
| Saint-Eustache              | 101 VP                    | 8000             | 1989      | Paris                    | France     | Plus grand orgue de France                            |
| Victoria Hall               | 71 IVP                    | -                | 1992      | Genève                   | Suisse     |                                                       |
| Royal Academy of Music      | 24 IIP                    | -                | 1993      | Londres                  | Angleterre |                                                       |
| Holy Apostles Church        | 32 IIIP                   | -                | 1994      | New York                 | États-Unis |                                                       |
| Andreaskerk                 | 25 IIP                    | -                | 1995      | Katwijk aan Zee          | Pays-Bas   |                                                       |
| K.Musikhögskolan            | 25 IIIP                   | -                | 1995      | Stockholm                | Suède      |                                                       |
| St. Franziskus              | 51 IIIP                   | -                | 1997      | Munich                   | Allemagne  |                                                       |
| Maranatha Kerk              | 25 IIIP                   | -                | 1995/1998 | Rotterdam                | Pays-Bas   |                                                       |
| Katarina Kerk               | 62 IIIP                   | -                | 2000      | Stockholm                | Suède      |                                                       |
| Van Oosten                  | 16 IIIP                   | -                | 2000      | Amsterdam                | Pays-Bas   | Orgue de salon                                        |
| Castle Creek                | 4 IP                      | -                | 1980/2000 | Belleville               | Texas      |                                                       |
| Gereformeerde Gemeente      | 16 IIP                    | 1100             | 1989/2000 | Leerdam                  | Pays-Bas   |                                                       |
| Gereformeerde Gemeente      | 29 IIP                    | -                | 2001      | Opheusden                | Pays-Bas   |                                                       |
| Mänttä                      | 30 IIIP                   | -                | 2003      | Mänttä                   | Finlande   |                                                       |
| Breda-Princehage            | 12 IIP                    | -                | 2003      | Breda-Princehage         | Pays-Bas   |                                                       |
| DR Byen                     | 91 IVP                    | 6000             | 2006      | Copenhague               | Danemark   |                                                       |
| Hersteld Hervormde Kerk     | 38 IIIP                   | -                | 2017      | Ouderkerk aan den Ijssel | Pays-Bas   |                                                       |
| Hersteld Hervormde Kerk     | 46 IIIP                   | -                | 2019      | Lunteren                 | Pays-Bas   |                                                       |

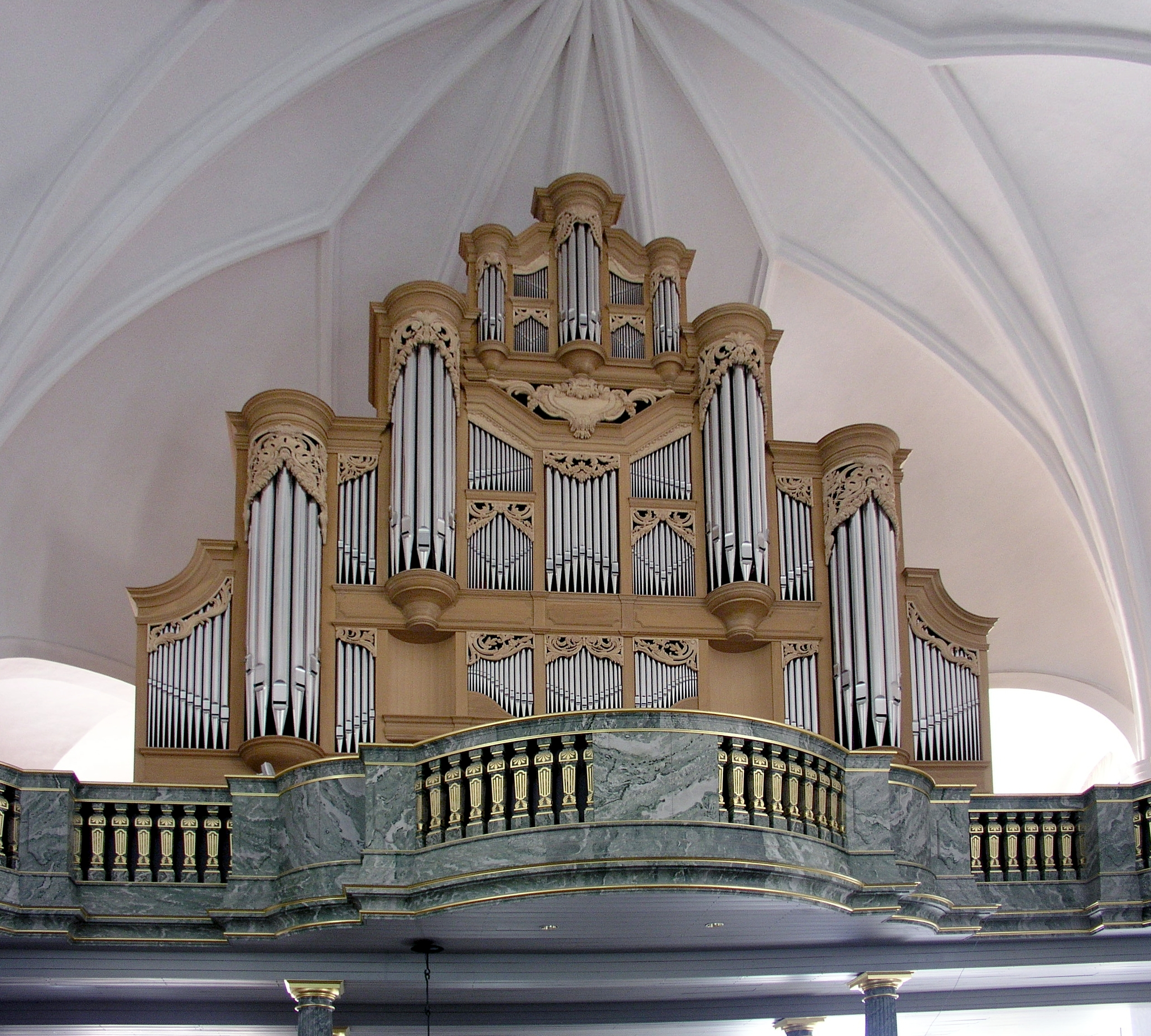
L'orgue de la Katarina kyrka à Stockholm
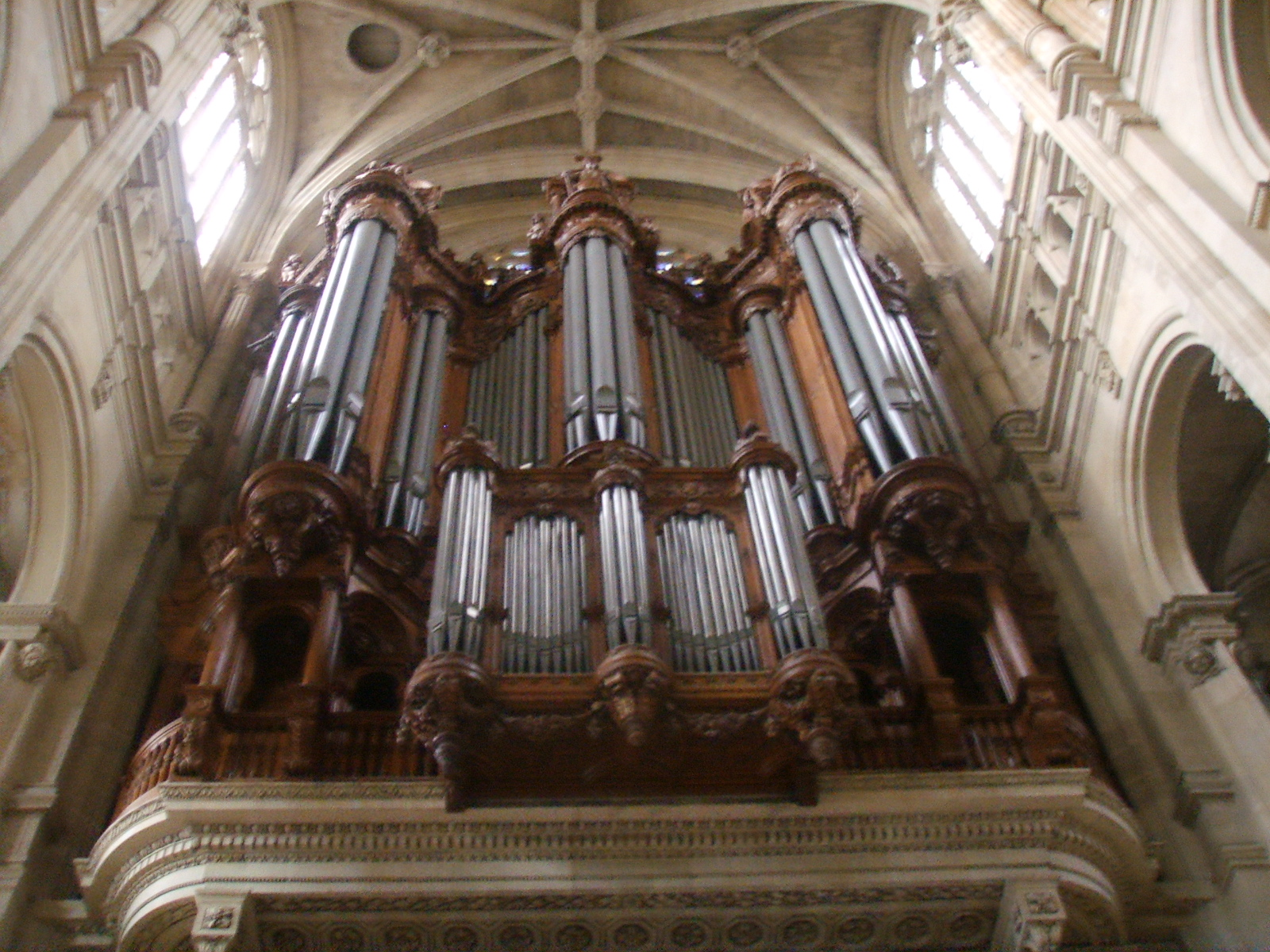
L'orgue de Saint Eustache à Paris
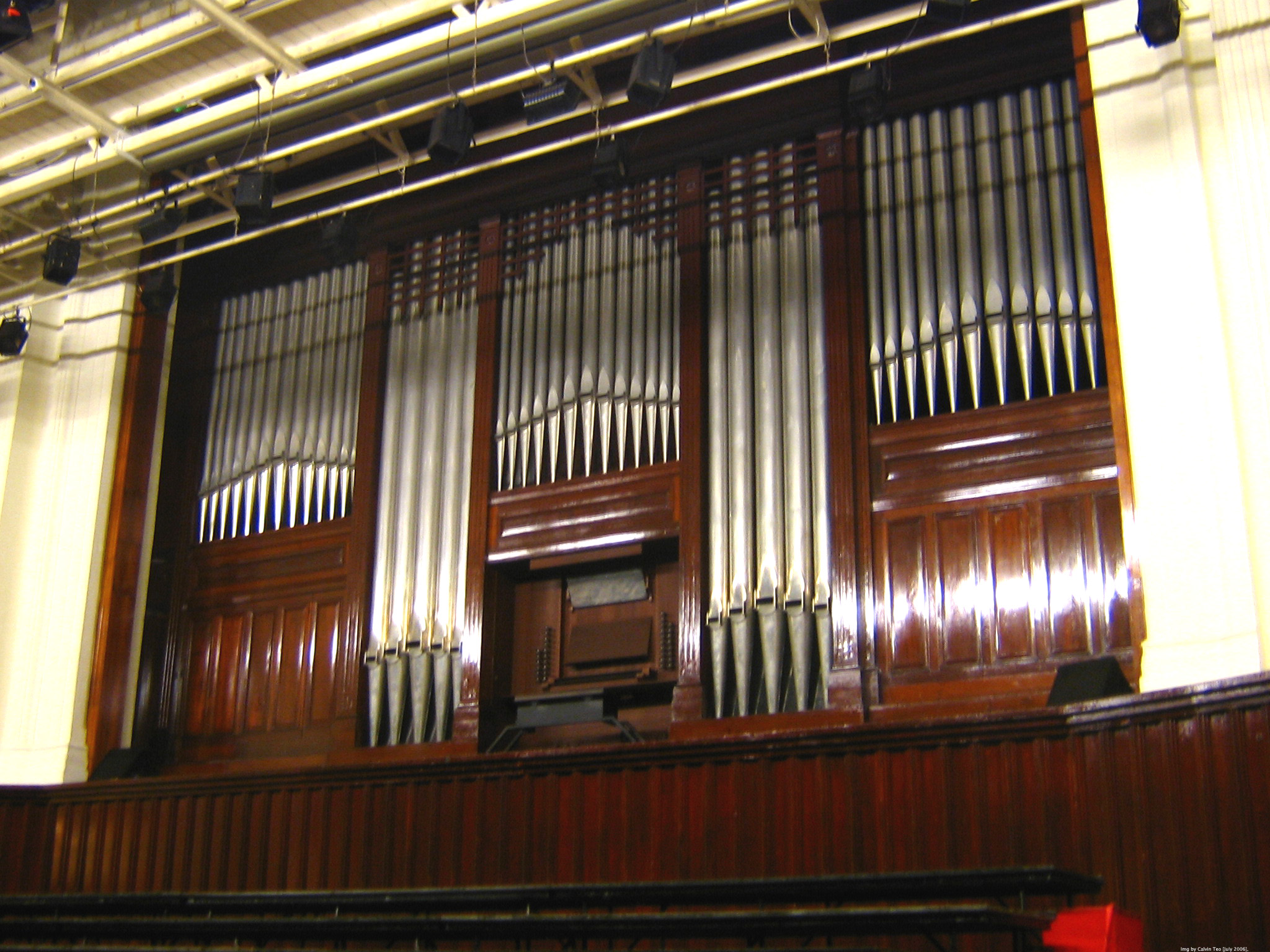
L'orgue du Victoria Hall à Genève

## Source
- (nl) Cet article est partiellement ou en totalité issu de l’article de Wikipédia en néerlandais intitulé « Jan van den Heuvel (orgelbouwer) » (voir la liste des auteurs).